# Ben Lomond (Australia)

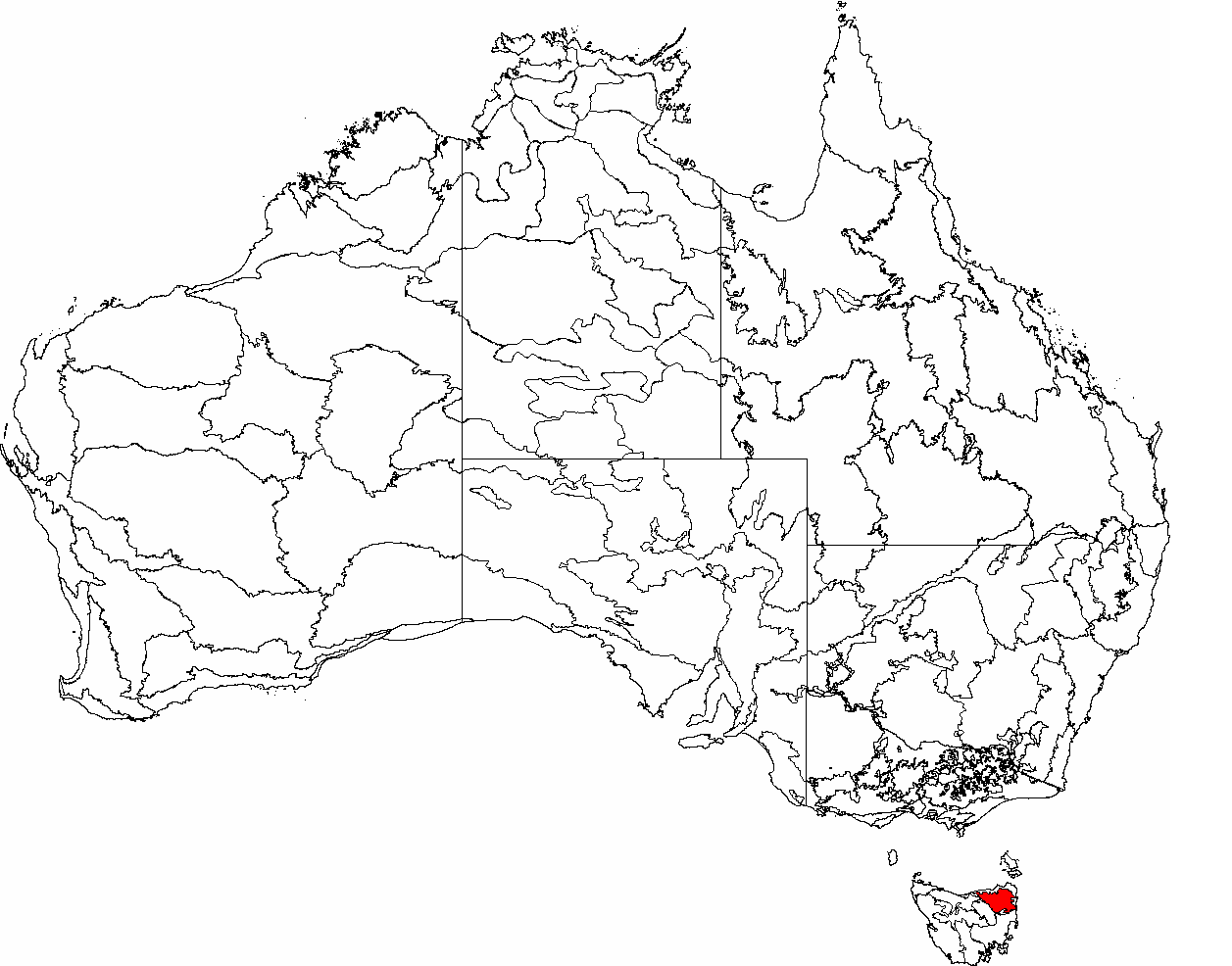
Este es un mapa de la Regionalización Biogeográfica Provisional de Australia (IBRA), con los límites estatales superpuestos. Ben Lomond se muestra en rojo.

Ben Lomond es una meseta en el norte de Tasmania, Australia. Se encuentra al este de Launceston en el Parque Nacional Ben Lomond. Las instalaciones de esquí más importantes de mejor calidad de Tasmania se encuentran en Ben Lomond.
Su fácil acceso desde Launceston, además de la existencia de una aldea de esquí en la meseta, hacen de Ben Lomond el destino favorito para turistas y alpinistas durante todo el año. El acceso a la aldea, y la cúspide se puede realizar a través de varios senderos o a través de un camino en zigzag conocido como "Jacobs Ladder" (en español, Escalera de Jacob).

## Historia
El nombre del parque nacional proviene de la montaña escocesa del mismo nombre y fue nombrada por el Coronel Patterson, quien fundó el primer asentamiento en el norte de Tasmania en 1804. En 1805-6, el Coronel Legge exploró la meseta.

## Originarios de Ben Lomond y colonización
La nación de Ben Lomond consistía de tres o posiblemente cuatro familias de 150-200 personas que ocupaban 260 km² de territorio alrededor de los 182 km² de la meseta de Ben Lomond. Hasta hace 15 milenios atrás, la meseta estaba cubierta por una capa de hielo, dejándola en gran parte sin suelos fértiles ni recursos.
John Batman (28), con la ayuda de varios "negros de Sídney" que había llevado a Tasmania, lideró un asesinato sobre un grupo familiar originario de unos 60-70 hombres, mujeres y niños en el distrito de Ben Lomond en el noreste de Tasmania. Luego de esperar hasta las 23.00 de esa noche para atacar, Batman "...ordenó a los hombres a que disparen sobre ellos..." mientras que sus 40 y algo perros los alertaban y los originarios se escapaban en dirección del tupido bosque, matando un estimado de 15 personas. La mañana siguiente partió hacia su granja con dos hombres tasmanos malheridos, una mujer y su hijo de dos años; todos habían sido capturados. Sin embargo, él dijo "...descubrí que era imposible para estos últimos dos [los hombres] caminar, y luego de tratar por un buen rato de hacer todo lo que pude, no pude llevarlos y me vi obligado a dispararles". La mujer capturada, de nombre Luggenemenener,  luego fue enviada a la cárcel de Campbell Town y separada de su hijo pequeño, Rolepana, "...por quien ella había desafiado a la muerte para proteger". Batman informó después al Secretario Colonial Británico, John Burneet, en una carta del 7 de septiembre de 1829, que se quedaría con el niño porque quería "criarlo". Luggenemenener murió el 21 de marzo de 1837 como prisionera en el asentamiento de Flinders Island.
Más adelante, Rolepana (a sus 8 años), el niño sobreviviente de una de las masacres de un grupo liderado por John Batman, viajó junto a él en el viaje en el que fundó Melbourne en 1835. Luego de la muerte de Batman en 1839, Rolepana ya tendría 12 años. Boyce indica que Rolepana fue empleado por el colono George Ware por 12 libras al año más alojamiento luego de la muerte de Batman, "...pero lo que hizo después también se desconoce".Sin embargo, Haebich tiene registros de que Rolepana murió en Melbourne en 1842 (con unos 15 años).  También indica que:

Batman desafió abiertamente al gobernador Arthur y a [George Augustus] Robinson al rehusarse a entregar a dos niños originarios que empleaba: Rolepana (o Benny Ben Lomond) y Lurnerminer (John o Jack Allen), capturados por Batman en 1828. El aseguraba que los niños estaban con él bajo el consentimiento de sus padres,... También demostró fuerte interés como propietario, en los muchachos, cuando le dijo a Robinson que eran 'de su propiedad tanto como su granja y que tenía el mismo derecho a quedarse con ellos como el gobierno'. De hecho, Batman estaba convencido de que el mejor plan era dejar los niños con los colonos, quienes los vestían y alimentaban sin costo alguno para el gobierno y los criaban para convertirlos en 'miembros útiles de la sociedad'. En una serie de cartas al gobernador Arthur, Batman 'rogó mucho para que los jóvenes sean retenidos por los colonos para que sean educados y estén dedicados a su servicio'.

A finales de 1830, mientras la infame 'Línea Negra' (también conocida como la Guerra Negra) estaba siendo desbandada en otros lugares de Tasmania, George Augustus Robinson pasó una semana en el noreste de Tasmania, buscando sin éxito al "Pueblo Ben Lomond-Penny Royal Creek".  En diciembre de 1830, luego de remover a 33 originarios de Tasmania de Swan Island, Robinson envió un grupo a buscar por el pueblo de Ben Lomond, nuevamente sin éxito.
Luego del fracaso de la 'Línea Negra' en 1830, el gobernador colonial, George Arthur, anunció el 14 de marzo de 1831 su nueva política para la expulsión de los aborígenes de Tasmania. Para ese entonces, había 34 originarios de Tasmania internados en Swan Island.  En agosto de 1831, Robinson "....aseguró inequívocamente que si las hostilidades cesaban, los originarios serían protegidos y sus necesidades esenciales serían satisfechas por parte del gobierno al mismo tiempo que se les permitiría vivir y cazar dentro de sus propios distritos. Estas concesiones, en combinación con la promesa de que los cazadores de focas devolverían a sus mujeres, fueron las condiciones documentadas bajo las cuales Mannalargenna se unió a la embajada [de Robinson]. Pero el compromiso de Robinson fue trmaposo. Como indica Boyce, "Robinson debió estar muy consciente de que el acuerdo que había logrado con Mannalargenna contradecía su propio compromiso con el Comité para Aborígenes y el consejo ejecutivo [del Gobernador George Arthur]". Mannalargenna insistió en sus negociaciones de 1831 con Robinson para tener "...una negociación directa..." con el gobernador George Arthur y en octubre de 1831 consiguió esto en Hobart.
Mannalargenna, un líder originario que había organizado su defensa con ataques de guerrilla contra soldados británicos en Tasmania durante el periodo conocido como la Guerra Negra, fue un anciano Plangermaireener (una de las tres familias) elder, y en 1835 se convirtió en el primer originario en recibir un entierro "cristiano".
El historiador Henry Reynolds observó de George Augustus Robinson: "Su [de Robinson] sentimiento de culpa y necesidada para justificarse se vieron muy evidentes en la eulogía que preparó para la muerte de Manalargenna en diciembre de 1836. Pagó un generoso tributo a la inteligencia, habilidad y amabilidad de su antiguo compañero. Robinson claramente creía que era un gran hombre. Además, entendía y simpatizaba con las posiciones políticas de Manalargenna. El jefe era, explica Robinson, 'completamente sensible de las injusticias que había sufrido el y su pueblo en la usurpación de su país por parte de los intrusos blancos'. Pero ahora Manlargenna iría al cielo, le dijo a la comunidad [de aborígenes de Tasmania recluidos en Flinders Island], lo cual era mucho mejor que regresar a su tierra. Mannalargenna murió de neumonía mientras estaba encarcelado en el asentamiento originario de Flinders Island.
También hay registros de que Mannalargenna fue el líder de la "Tribu de Oyster Bay".
Walter George Arthur, hijo de un anciano de Ben Lomond, fue el "activista" Wybalenna que realizó una solicitud a la Reina Victoria en 1846.  El libro del historiador Henry Reynolds, Fate of a Free People, cubre el activismo de Walter George Arthur.  Walter George Arthur nació aproximadamente en 1820. Su padre Rolepa, fue un "...importante hombre de la tribu de Ben Lomond.." y conocido por los europeos como 'King George' (Rey Jorge en español).  Walter fue separado de su familia bajo circunstancias desconocidas y vivió por muchos años en los alrededores de Launceston, Tasmania como uno de muchos niños vagabundos. Cuando fue capturado por George Augustus Robinson era un "ladrón profesional". Fue enviado a la Escuela Para Niños Huérfanos de Hobart en 1832. En 1835 fue enviado al asentamiento de Wybalenna en Flinders Island en donde permaneció hasta 1838. Él y su esposa se fueron con Robinson cuando fue nombrado Protector de Aborígenes en Port Phillip (Victoria), regresando a Flinders Island en 1842.  En 1856, mientras vivía en el asentamiento del gobierno de Oyster Cove, solicitó un permiso para contratar a un convicto para que trabaje en su tierra, pero éste se le fue negado por el Superintendente.  En 1858, él y su esposa solicitaron tierras en el Valle de Huon cerca de Hobart bajola Ley de Tierras de Desechos. Se les dijo que debían abstenerse de consumir alcohol por un año antes de que puedan ser considedrados. Poco después, en mayo de 1861, se ahogó en un accidente de bote en el río Derwent cuando él y otro originario de Tasmania, Jack Allen, regresaban a Oyster Cove de trabajar en un barco ballenero.
El artista del siglo XIX, John Glover, escribió en uno de sus cuadros de Tasmania, Batman's Lookout, Benn Lomond (1835) "...debido a que el Sr Batman frecuentaba este lugar frecuentemente para atrapar a los nativos". Entre 1828 y 1830, los tasmanos de esta región fueron disparados o capturados por cazarrecompensas como John Batman.

## Esquí

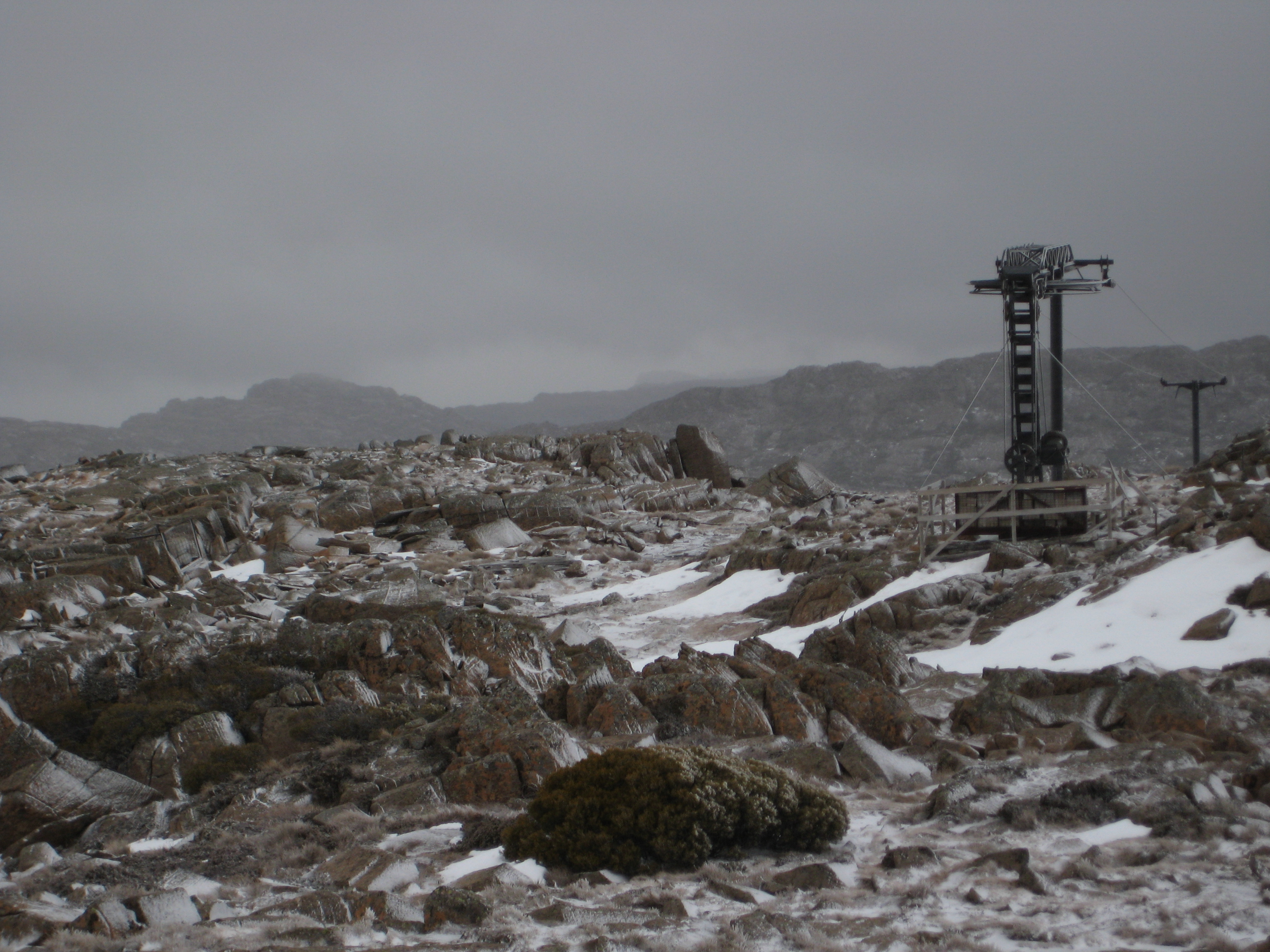
Vista desde Legges Tor del Ben Lomond Ski Resort.

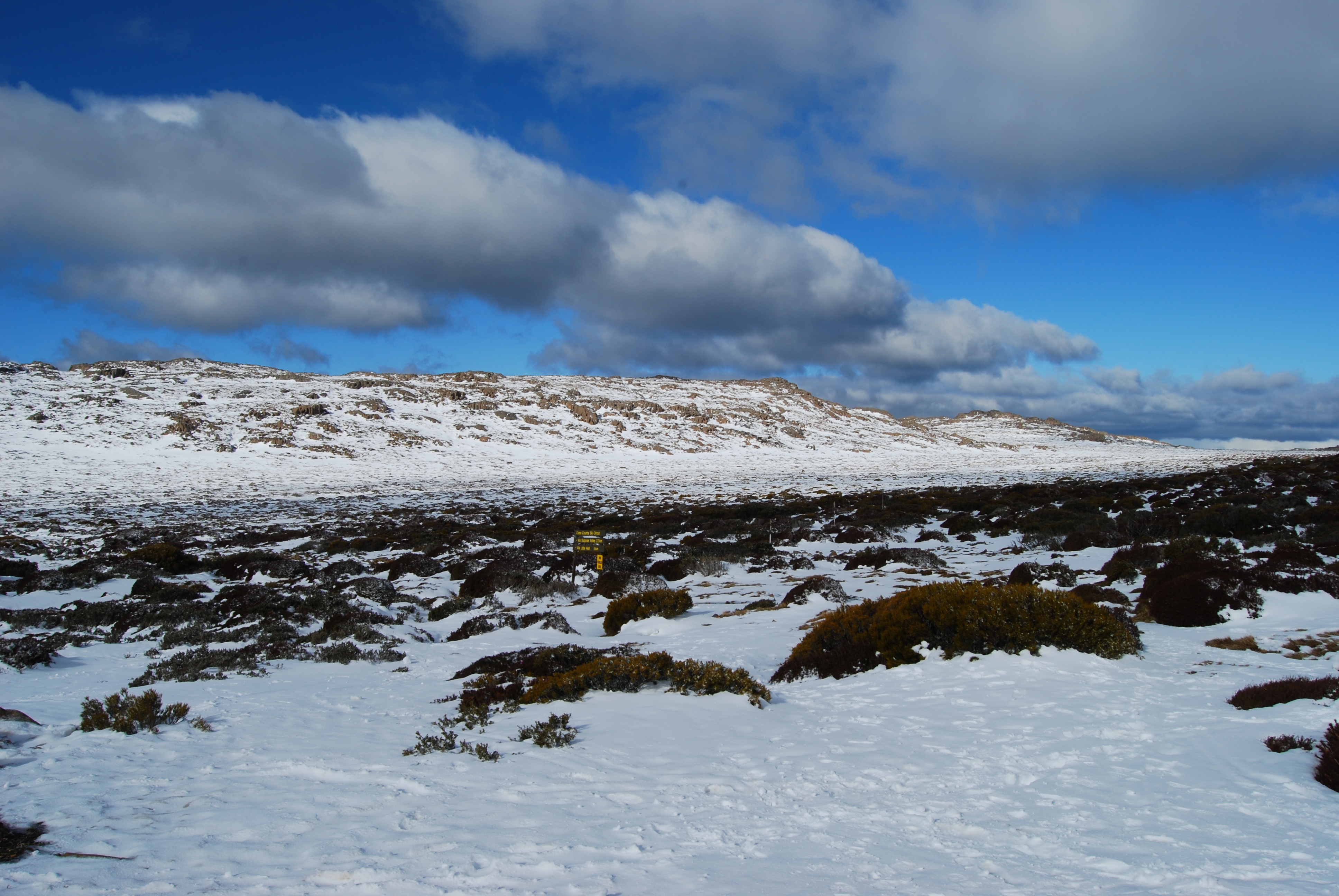
Campos de nieve de Ben Lomond.

El Club Alpino del Norte de Tasmania fue formado en 1929 y realizó los primeros viajes a la montaña al mismo tiempo que mejoró la ruta de acceso. En 1932 se construyó un chalte en Carr Villa, y la construcción de un camino desde Upper Blessington hasta Car Villa procedió poco después. Fue completado en 1953.
En 1950 un Comité Parlamentario recomendó que Ben Lomond sea desarrollado como un centro turístico de esquí. Los Campeonatos Nacionales Australianos tuvieron lugar en este lugar en 1955. En 1965 el camino de acceso fue extendido hasta la parte superior de la meseta a través de la empinada y pintoresca "Jacobs Ladder" (Escalera de Jacob). Posteriores mejoras al lugar han incluido teleféricos para esquí, instalaciones para visitantes, un hostal con licencia, sistemas de alcantarillado, y un acceso mejorado. La Autoridad de Administración de la Pista de Esquí de Ben Lomond fue formada en 1955 para administrar el Área de Desarrollo de la Pista de Esquí.
Hoy en día, las principales operaciones de esquí alpino de Tasmania están ubicadas en Ben Lomond, a unos 60 kilómetros de Launceston. Ubicada en el Parque Nacional Ben Lomond, la aldea está a 1460m y su elevación máxima es de 1570m. Existen varios hostales y hoteles que proveen servicios en el lugar y la montaña tiene vistas agradables que se extienden hasta el océano. En 2010, el Departamento de Parques y Vida Silvestre lanzó un plan para el área de esquí de Ben Lomond recomendando la utilización de máquinas productoras de nieve, el mejoramienteo de las áreas de deportes de nieve y el posible desarrollo de un parque de snow board.